# المظروكة (لودر )

تعديل مصدري - تعديل

المظروكه هي إحدى قرى عزلة زارة بمديرية لودر التابعة لمحافظة أبين، بلغ تعداد سكانها 216 نسمة حسب تعداد اليمن لعام 2004.